# Liste des journaux franco-américains
De 1838 au début des années 1930, 900 000 Canadiens immigrèrent aux États-Unis. Ils apportèrent avec eux leur langue, leur culture, leurs coutumes, et leur religion, choses qui se reflétèrent dans les journaux qu'ils fondèrent. Voici la liste de ces journaux, ainsi que ceux qui existent toujours aujourd'hui.

## Liste des journaux franco-américains
- Augusta (Maine)
  - La Revue (1911)

- Biddeford (Maine)
  - Le Figaro (1895)
  - La Justice de Biddeford (1911)

- Boston (Massachusetts)
  - La République (1876)

- Burlington (Vermont)
  - La Révolution Canadienne (1838)
  - Le Patriote Canadien (1839-1840)
  - L'Idée Nouvelle (1869)[1]

- Central Falls (Rhode Island)
  - La Justice (1907)
  - La Vérité (1911)

- Cohoes (New York)
  - La Patrie (1887)

- Fall River (Massachusetts)
  - L'Indépendent (1884-1963)
  - L'Américain (1903)
  - Le Petit Courrier (1907)
  - Le Correspondant (1909)
  - La Liberté (1910)

- Glen Falls (New York)
  - Le Drapeau National (1881)

- Haverhill (Massachusetts)
  - Le Citoyen (1911)

- Holyoke (Massachusetts)
  - Courier de Holyoke (1874)
  - Le Défenseur (1893)
  - La Presse (1899)
  - La Justice (1909)

- Lawrence (Massachusetts)
  - Le Courrier National (1907)
  - Le Progrès (1907)
  - Le Courrier de Lawrence (1911-1921)[2]
  - Le Patriote (1911)

- Lewiston (Maine)
  - Le Courrier du Maine (1906)
  - Le Petit Journal (1911)
  - Le Messager (1880-1966)
  - Nouveau Messager (1966-1967)

- Lowell (Massachusetts)
  - l'Écho du Canada (1874)
  - La République (1875)
  - La Sentinelle (1880)
  - L'Abeille (1881-1885)
  - Journal du Commerce (1883-1885)
  - Gazette de Lowell (1886)
  - Le Courrier des États-Unis (1886)
  - L'Étoile (1886-1957)
  - Le Citoyen (1887)
  - Le Farceur (1889)
  - L'Union (1889-1990)[3]
  - L'Indépendance (1890)
  - Le National (1890-1895)
  - La Vie (1892)
  - La République (1901-1902)
  - La Revue de Lowell (1902-1904)
  - Le Franco-Américain (1907)
  - Le Réveil (1908-1909)
  - La Blette (1909-1910)
  - La Vérité (1910)[3]
  - Le Supplément (1910)
  - Le Journal (1916)
  - Le Bien
  - Le Clairon (1911-1915)
  - Le Journal de Lowell (1975-1995)

- Lynn (Massachusetts)
  - Le Courrier de Lynn (1911)
  - Le Lynndis (1915)

- Marlboro (Massachusetts)
  - L'Estafette (1907)

- Manchester (New Hampshire)
  - La Voix du Peuple (1869)
  - Courrier du New Hampshire (1886)
  - L'Avenir National (1905)
  - La Revue Rose (1906)
  - La New England (1907)
  - La Nation (1908)
  - Le Canado-Américain (1911)
  - Le Réveil

- Miami (Florida)
  - Le Soleil de la Floride (1983)
  - Carrefour de Floride (2004)
  - Le Journal de Floride (2004)
  - Le Courrier de Floride (2013)
- Nashua (New Hampshire)
  - L'Impartial (1911)

- New Bedford (Massachusetts)
  - Le Petit Journal (1909)
  - L'Écho (1911)
  - Le journal (1911)

- Plattsburgh (New York)
  - Le Canadien des États (1884)
  - Le National (1886)
  - Le Messager Canadien (1903)
  - Le Canadien-Français (1905)
  - Le Progrès (1909)

- Pawtucket (Rhode Island)
  - Le Jean Baptiste (1907)

- Providence (Rhode Island)
  - Liberté (1916)

- Salem (Massachusetts)
  - Le Courrier (1907)
  - Courrier de Salem (1911-1921)[2]
- San Francisco (Californie)
  - L’Écho du Pacifique (1852-1865)[4]

- Southbridge (Massachusetts)
  - L'Ouvrier (1903)

- Spencer (Massachusetts)
  - Le Guide du Peuple (1886)

- Springfield (Massachusetts)
  - Le Forestier (1910)

- St. Albans (Vermont)
  - Le Protecteur Canadien

- Swanton (Vermont)
  - Le Nord Américain (1839)[1]

- Taunton (Massachusetts)
  - Le Journal de Taunton (1882)

- Van Buren (Maine)
  - Le Journal de Madawaska (1902-1906)

- Vergennes (Vermont)
  - L'Union Canadienne (1870-1920)

- Waterville (Maine)
  - Le Maine Français (1913)

- West Warwick (Rhode Island)
  - La Voix de la Vallée (1909)

- Woonsocket (Rhode Island)
  - Le Courrier de Woonsocket (1883)
  - La Tribune (1911)
  - L'Union (1911)
  - Le Devoir (1912)
  - La Sentinelle (? - 1924)[5]

- Worcester (Massachusetts)
  - Le Travailleur (1874-1892)
  - Le Courrier de Worcester (1880)
  - Le Saint-Jean Baptiste (1883)
  - Le Canadien Américain (1907-1912)
  - Le Journal (1907)
  - Mon Journal (1907)
  - L'Opinion publique (1893-1931)[6]
  - Le Travailleur (1931-1978)